# مسجد مليبار
مسجد مليبار هو المسجد الوحيد لمسلمي مليبار في سنغافورة، يقع المسجد عند تقاطع شارع فيكتوريا وجالان سلطان في منطقة كامبونج جلام، من منطقة التخطيط بوشور داخل المنطقة المركزية والمنطقة التجارية المركزية في سنغافورة، تم بناء المسجد في عام 1962.

## التاريخ
في عام 1927 قدم مسلمي مليبار وهم في الأصل من ولاية جنوب كيرلا في الهند، وشكٌلوا جمعية لرعاية شؤون مجتمعهم، وتتكون في معظمها من تجار النسيج والمجوهرات، في العاشر من شهر نيسان من عام 1956 تم وضع حجر الأساس لبناء المسجد، ثم توقف البناء بسبب نقص في المال اللازم للبناء، ثم تكثفت جهود جمع الأموال صعودا والبدء بجمع التبرعات من المسلمين وغير المسلمين على حد سواء، وفي الرابع والعشرين من شهر كانون الثاني من عام 1963 أعلن افتتاح مسجد مليبار من قبل توانكو نيجارا يوسف اسحاق، اليوم لا يزال مسجد مليبار نقطة محورية في للمجتمع المسلم من مليبار والذين يتجمعون فيه كل يوم جمعة وفي كل مناسبه دينية أخرى للصلاة والاحتفال.

## العمارة
مسجد مليبار غير التقليدية في تخطيط والشكل العام، ترتفع فيه قاعة الصلاة الرئيسية والتي تتكون من طابق واحد والتي بنيت باتجاه مكة المكرمة، وهناك صالات فسيحة في الهواء الطلق تتكون من طابقين تحيط بقاعة الصلاة الرئيسية من ثلاث جهات، ويتم استخدامها أثناء انعقاد الصلاة وصلاة الجمعة، وتحت قاعة الصلاة هناك مساحة كبيرة لدراسة القرآن الكريم والمساعي الأخرى، هنا أيضا غرفة للإمام وغرفة للزوار ومخزن صغير لإعداد الطعام، وهناك ملحق منفصل من طابقين يضم مكاتب في الطابق العلوي والوضوء ودورات المياه في الطابق الأسفل، وهناك سلسلة من السلالم الخارجية لربط مستويات مختلفة من المسجد، توّج المبنى بمئذنة مثمنة الشكل يحاذيها قبة بصلية الشكل ويعلوها هلال ونجمة تشبه في شكلها القباب الأخرى للمسجد، وبعد وقت قصير من افتتاح مسجد مليبار بدأت إعادة تطوير المناطق الحضرية في منطقة جالان سلطان للمساعدة في صمود المسجد بين مباني التطوير، واستبدال بلاط المسجد ببلاط أخضر وأزرق، بالإضافة للصبغ الذي غطى الجدران الخارجية، باستثناء عدد قليل من المناطق الغير مصبوغة، وقد تم تزيين المبنى كله في باللون الأخضر والأزرق، ثم قررت جماعة المسجد أن تفعل الشيء نفسه في داخل المسجد.

## الصور

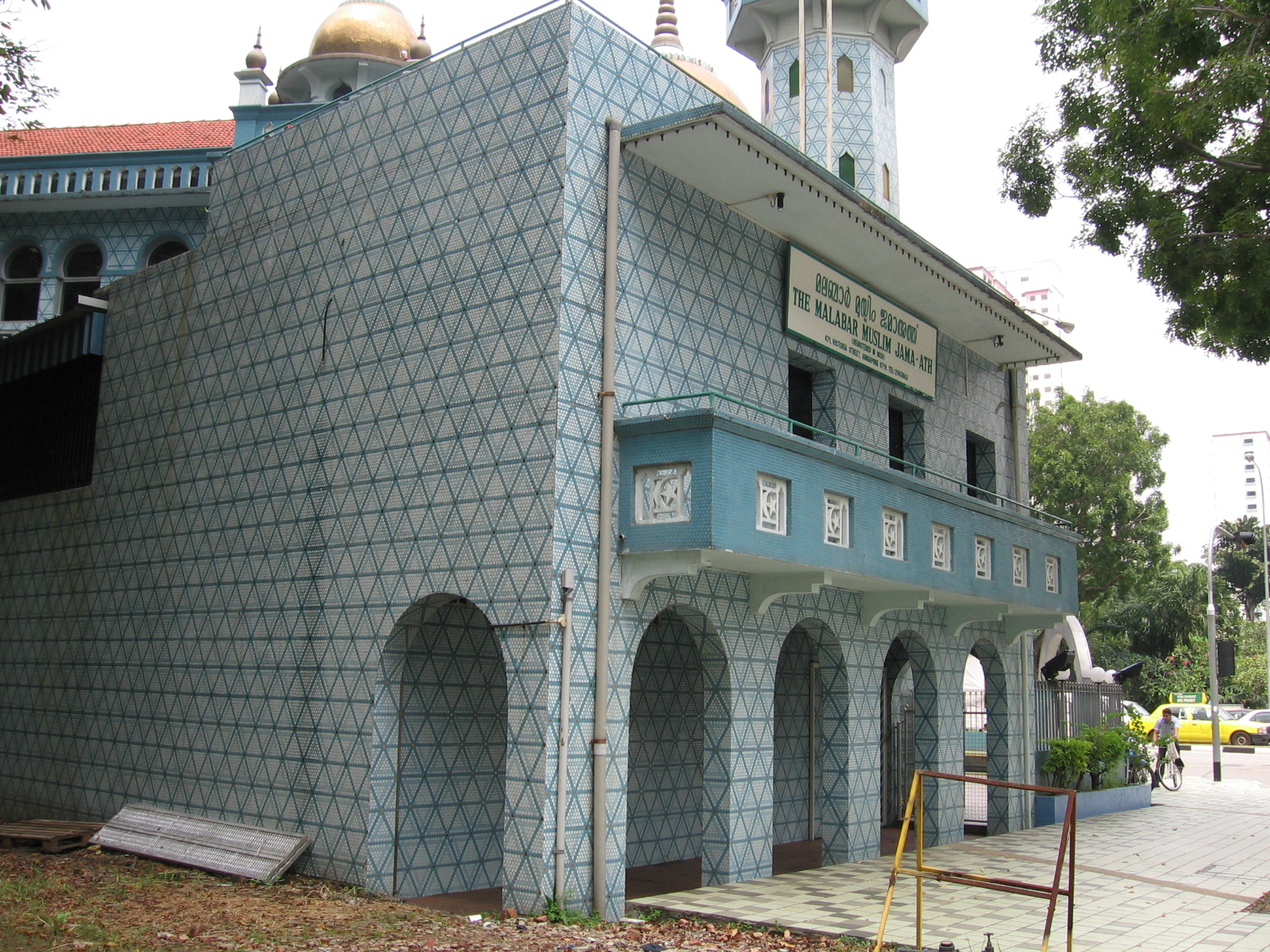
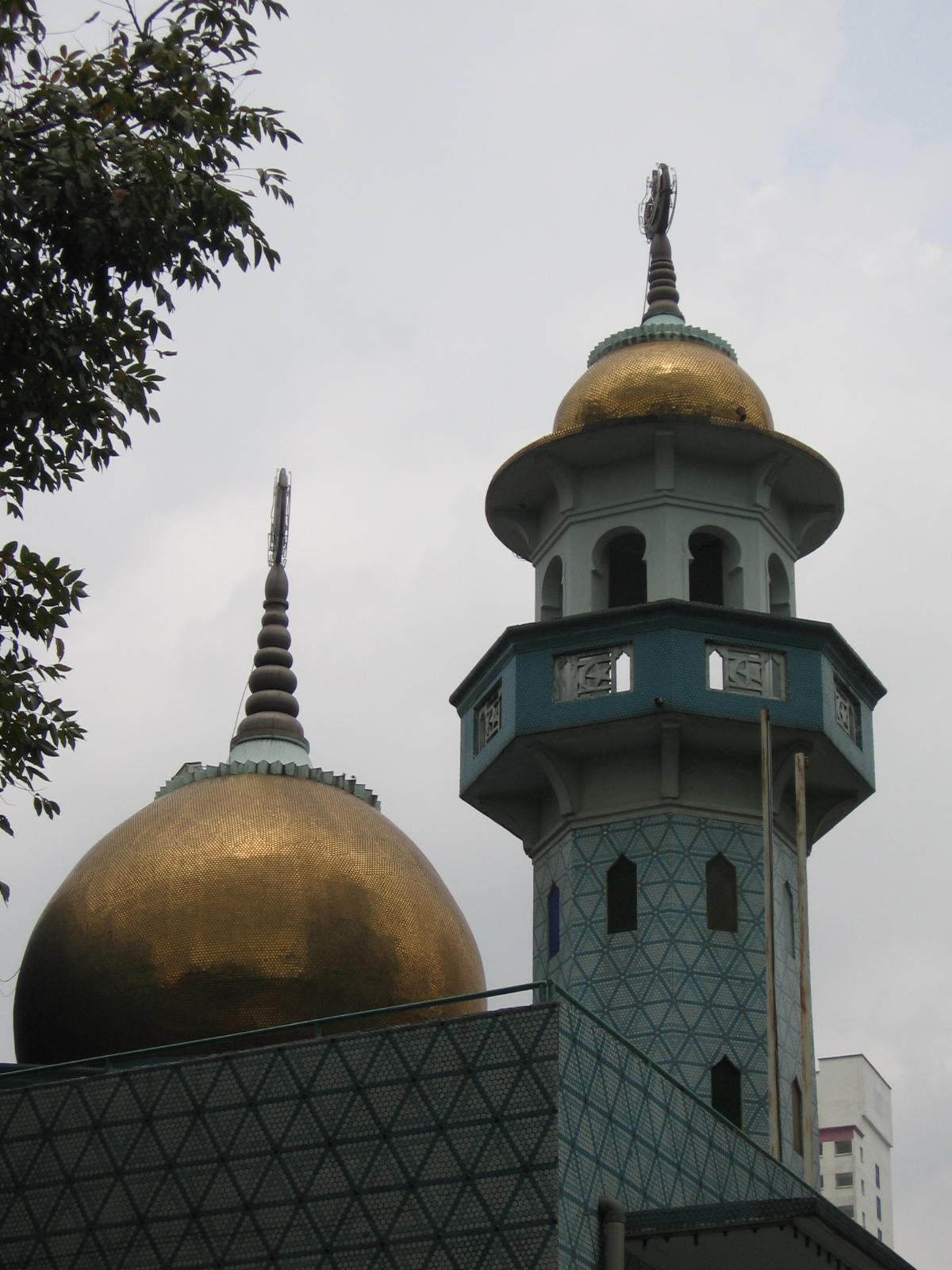
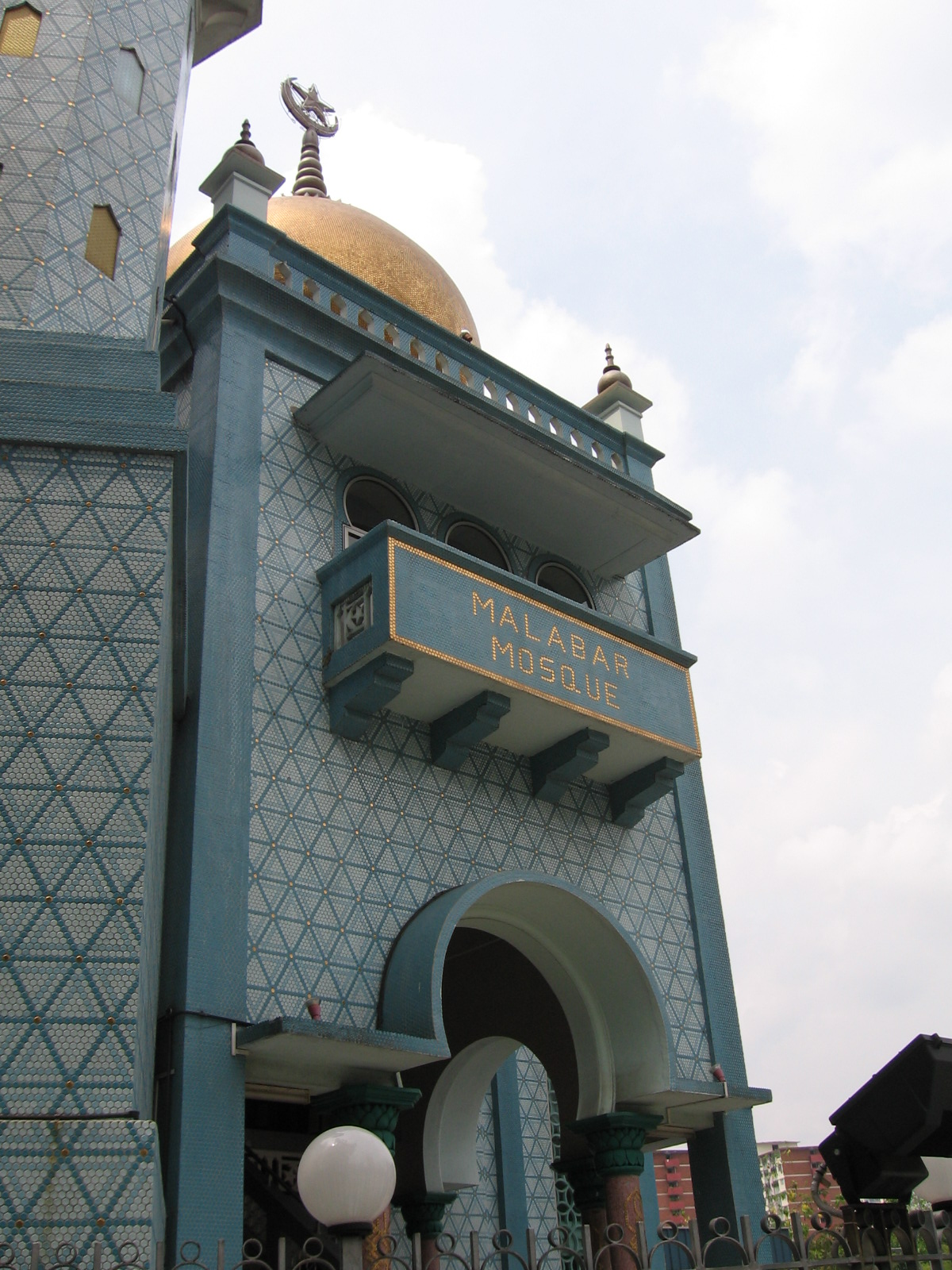
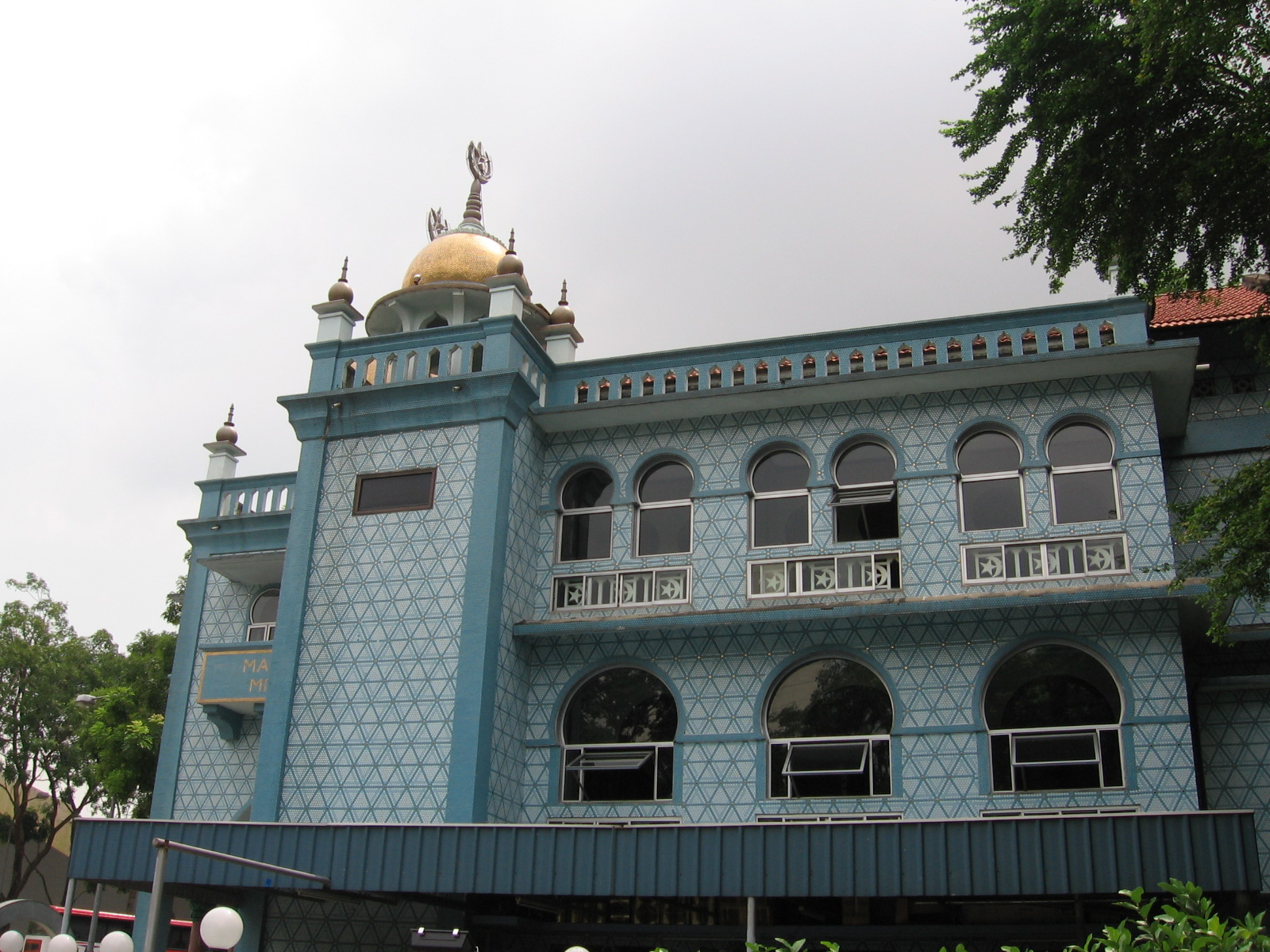
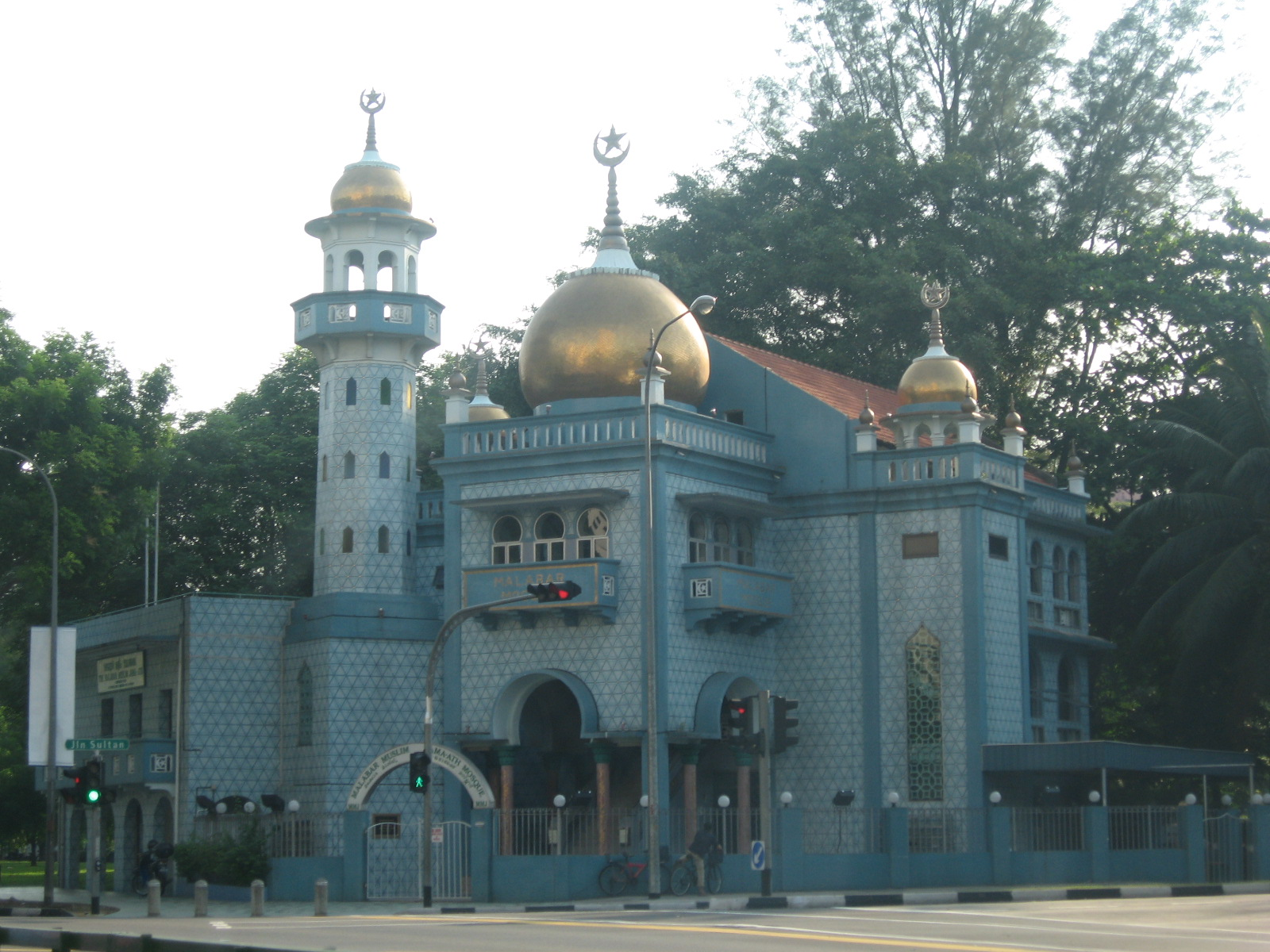